# Genitivus absolutus
Der Genitivus absolutus (Abk. Gen. abs.) ist eine Partizipialkonstruktion des Altgriechischen, die dem lateinischen Ablativus absolutus entspricht und auch im Deutschen vorkommt. Er drückt meist ein gleich- oder vorzeitiges Geschehen als Zeitangabe für das Prädikat des Satzes aus. 

## Form und Beispiele
Ein Genitivus absolutus besteht aus einem (oder mehr) Nomen als Bezugswort (bzw. Bezugswörter) und einem hierzu im Numerus, Kasus und Genus kongruenten Partizip.
Beispiele:
- τῶν ἀνδρῶν πολεμούντων αἱ γυναῖκες μόναι οἴκοι εἰσίν („Während die Männer kämpfen, sind die Frauen allein zu Hause“)
- τοῦ δεσπότου κελεύσαντος οἱ δοῦλοι ἠργάσαντo („Nachdem ihr Herr den Befehl gegeben hatte, fingen die Sklaven an, zu arbeiten“)
- ἐκ τούτου συνελθόντων εἶπε Ξενοφῶν τάδε („Hierauf, als sie sich versammelt hatten, sagte Xenophon folgendes“)

In seltenen Fällen, wie etwa bei unpersönlichen Verben, kann das Bezugswort auch fehlen.
Beispiel:
- ὕοντος („weil es regnete“)

Im Gegensatz zum Lateinischen, wo das Partizip des Verbs „sein“ (esse) schon früh ausgestorben ist und im Ablativus absolutus durch eine Nominalkonstruktion kompensiert werden musste, war im Griechischen die Bildung des Genitivus absolutus mit dem Partizip des Verbs „sein“ (εἶναι) möglich.
Beispiel:
- Περικλέους ἡγεμόνος ὄντος („Unter Perikles’ Führung“), im Lateinischen dagegen: Caesare duce („Unter der Führung Cäsars“)

## Absoluter Genitiv im Deutschen
Eine Art Genitivus absolutus kommt auch im Deutschen vor. Beispiele mit Partizip Perfekt Passiv: unverrichteter Dinge, beruhigten Gewissens, mit Partizip Präsens Aktiv: klopfenden Herzens, stehenden Fußes, sehenden Auges. 
In einem weitergefassten Sinne kann man auch folgenden Beispiele anführen: mit Adjektiv: schweren Herzens, frohen Mutes, baren Hauptes, schnellen Schrittes, mit Possessivpronomen: meines Erachtens, mit Demonstrativpronomen: dieser Tage, mit Artikel: eines Tages; dazu erstarrte Genitive wie abends, sonntags, entstanden aus des Abends, des Sonntages und so weiter.

## Genitivus absolutus in Sanskrit
In Sanskrit gibt es neben dem Locativus absolutus auch einen Genitivus absolutus, der oft konzessive Bedeutung hat.